# Notarius quadriscutis
Notarius quadriscutis és una espècie de peix de la família dels àrids i de l'ordre dels siluriformes.

## Morfologia
Els mascles poden assolir els 50 cm de llargària total.

## Reproducció
Té lloc entre els mesos de setembre i novembre: els ous tenen un diàmetre de 9-11 mm i els mascles són els encarregats de protegir-los dins de llurs boques.

## Distribució geogràfica
Es troba a Sud-amèrica: des de la Guaiana fins al nord-est del Brasil.